# Йосиф Цанков
Йосиф Иванов Цанков е български композитор (пионер на стиловете на шлагерната и поп-музиката в България) и спортист (състезател и треньор по баскетбол). Наричан е „създател на съвременната българска поп музика“ и „родоначалник на българския шлагер“.

## Биография
Йосиф Цанков е роден на 7 ноември 1911 г. в Русе в заможно семейство, в което се говори на френски, немски и английски. Баща му е търговец. Започва да учи пиано на 6-годишна възраст, а на 11 години съставя първата си композиция. От 1918 г. живее в София. Проявил отрано музикалните си наклонности, той учи пиано при Н. Георгова - Агура и Теофана Калчева-Данева. Като ученик в гимназията, прави и първите си композиционни опити. От началото на композиторската си дейност Цанков се насочва изключително към леките жанрове.
През учебните 1924/1925 и 1925/1926 година учи в „Робърт колеж“ в Цариград. На 19 години завършва Първа мъжка гимназия и записва право в СУ „Св. Климент Охридски“ по настояване на баща си. В Цариград се запалва по баскетбола и след преместването си в София е сред основателите на баскетболния отбор „АС-23“. Съосновател е и на националния отбор по баскетбол мъже. 15-годишен вече е капитан и център нападател и на двата отбора. Основава женския национален баскетболен отбор и е негов треньор.
Представител е за България на „Осрам“ и съсобственик и управител на първата фабрика в страната за грамофонни плочи „Берлин грамофон“, по-късно „Дойче грамофон“.
Автор е на първите български оперети, валсове, танга, фокстроти, румби. Той е главен композитор на театър „Одеон“ през 1937 – 1941 г. Оперети от Йосиф Цанков са: „Мая“, „Жуана“ (1939), „Продадена любов“ (1937), „Дръж се, Жужи“ (1941), „Златната вдовица“ (1945). При бомбардировките над София през Втората световна война изгарят повечето партитури на тези произведения.
Йосиф Цанков е сред основателите на Българското национално радио (в началото – Радио „София“) през 1936 г. Музикалните и детски радиопредавания са били по негови идеи. Открил е изключителния актьор Константин Коцев, когото привлича за участие в детски радиопиеси.
След 9 септември 1944 г. творческата работа на Йосиф Цанков е силно ограничена. Новата власт отхвърля шлагерите, тангата и валсовете, оперетите и балета като буржоазен уклон. Забавната музика, композирана от Цанков, не се излъчва по радиото, нито се свири на живо по театри и заведения. През 1951 г. е назначен за отговорен редактор в музикална редакция на „Балкантон“ с протекциите на съветския композитор Арам Хачатурян.
Запален филателист, той е разполагал с една от най-богатите колекции в България.
Йосиф Цанков умира в съня си от инфаркт дни, преди да навърши 60 години – на 21 октомври 1971 г. На пианото му е намерен нотният лист с песента „Вместо сбогом“, позната ни в изпълнението на „Тоника СВ“.

## Творчество
Още като студент по право Йосиф Цанков написва първата си песен „Ела с мен в Хаваи“ през 1930 г. За пръв път негово танго е издадено на грамофонна плоча през 1933 г. След това, в пролължение на десет години, излизат на плочи около 200 негови танцови и забавни произведения. Пише и музика към пиеси за някогашния Кооперативен театър. По-късно пише и музиката на научно-популярния филм „Тих бял Дунав“, както и към постановката на пиесата „Една пролет“ в Народния театър. Автор е на над 500 музикални произведения – оперети, инструментална и танцова музика, филмова и театрална музика, стари градски песни, както на поп песни. Като творец той непрекъснато търси съвършенство и неговите песни, изпълнявани от плеяда звезди на българската поп музика, стават любими на всички. „Танго“, „Фантазия“ и „Концертно танго“ са често изпълнявани по танцови забави и балове. Многобройните му шлагери, изпълнявани от различни изпълнители, печелят редовно наградите на публиката, зрителите и радиослушателите в многобройни фестивали и конкурси. Той е автор на изветни хитове в областта на поп музиката като: „Повей, ветре“, „Приказка“, „Песен моя, обич моя“, „Пролет моя“, „Птици мои“, „Пеят сто китари“, „Любовта на юнгата“, „Целуни ме“, „Когато луната изплува“ „Облаци бездомни“, „Събота вечер“, „Твоята китара“, „Влюбената хармоника“, „Море на младостта“, „Интимна песен“, „Песен за София“, както и на старите шлагери „Защо мълчиш“, „Лунна нощ“, „Хавайски нощи“, „Спи, моя малка синьорита“, „Недей тъгува“, „Кармелита“, „Продадена любов“, „Страстно обичам жените“, „Танцувай, циганко“, „Сняг се сипе над гората“ и много други. Негова е популярната пиеса „Керванът“, издавана на винилова плоча и разпространявана в Холивуд. През Втората световна война, по желание на американските и английските войници, които се бият в Сахара срещу войските на Ромел, тя звучи всяка сутрин в 9:00 ч. по Радио „Лондон“ (днес BBC). Според някои обаче това е мит – има само съвпадение на заглавия: присъствието на ориенталски мотиви в мелодията на песента „Керванът“ на Цанков и на джаз пиесата „Caravan“ на Хуан Тисол, записана през същия период от оркестъра на Дюк Елингтън, която са искали да слушат войниците.
В първия конкурс за българска поп песен (1964 г.) Йосиф Цанков получава 6 (от всичките 8) награди за песните: „Птици мои“, „Целуни ме“, „Мое безумно сърце“. През лятото на 1967 г. журито отказва да награди „Песен моя, обич моя“ по текст на Димитър Василев в изпълнение на Йорданка Христова въпреки високата оценка от публиката, както отказва и през 1969-а, когато Лили Иванова представя песента му „Море на младостта“. През 1970 г. неговата „Повей, ветре“ в изпълнение на Паша Христова е наградена с Голямата награда от фестивала „Златният Орфей“. Песните на Йосиф Цанков са изпълнявани и записвани в албуми от известни чужди изпълнители: Жозефин Бекер, Клаудио Вила, Артуро Теста, Зигфрид Валенди, Йосиф Кобзон, Жилбер Беко и др.
Заслугите на Йосиф Цанков към българската музика са определили мястото му на основоположник на забавната музика в България.
В средата на 1980-те години „Тоника СВ“ възкресяват шлагерите на Йосиф Цанков „Твоята китара“ и „Вместо сбогом“. През 2001 г. певицата Надя Ботева записва кавъри на негови хитове, сред които особено сполучливи са новите версии на „Керванът“, „Песен моя, обич моя“, „Целуни ме“, „Покана за танц“. Надя Ботева е и инициатор и организатор на всички инициативи, свързани с грандиозното честване на 90-годишнината от рождението на Йосиф Цанков.

## Памет
Във връзка с 90-годишнината от рождението му Цанков е удостоен посмъртно с орден „Стара планина“ I степен. Улица в софийския квартал „Лагера“ (Карта), в близост до „Балкантон“, носи неговото име от 2002 г.
През 2011 г., по повод 100-годишнината на Йосиф Цанков, Международният музикален фестивал „Софийски музикални седмици“ включва концерт, посветен на композитора. В деня на рождението му се появява пощенска марка с неговия лик. През същата година БНР издава компактдиска „Златни танга“ по повод 100-годишнината на композитора. В диска са включени 15 танга с уникална стойност, записани в периода 1954 – 1970 г. и съхранени в музикалния фонд на Българското национално радио.
През 2012 г. се състои грандиозен концерт с участието на повече от 100 музиканти и певци в зала 1 на Националния дворец на културата.

## Дискография
| Година | Албум                                                   | Вид | Издател   | Каталожен номер |
| ------ | ------------------------------------------------------- | --- | --------- | --------------- |
| 1960   | „Забавна и танцова музика от Йосиф Цанков“              | LP  | Балкантон | 210             |
| 1965   | „Сюита от стари мелодии на Йосиф Цанков“                | ЕP  | Балкантон | 5554            |
| 1966   | „Забавна и танцова музика от Йосиф Цанков“              | ЕP  | Балкантон | 5599            |
| 1967   | „Маргрета Николова пее песни от Йосиф Цанков“           | ЕP  | Балкантон | 5712            |
| 1967   | „Незабравими песни от Йосиф Цанков“                     | ЕP  | Балкантон | ВТМ 6226        |
| 1968   | „Забавна и танцова музика от Йосиф Цанков“              | LP  | Балкантон | ВТА 573         |
| 1972   | „Йосиф Цанков. Избрани песни“                           | LP  | Балкантон | ВТА 1447        |
| 1972   | „Йосиф Цанков. Стари танцови мелодии, оперетни мелодии“ | LP  | Балкантон | ВТА 1469        |
| 1972   | „Йосиф Цанков. Песни за Берковица“                      | SP  | Балкантон | ВТК 2948        |
| 1972   | „Песни от Йосиф Цанков пее Емил Димитров“               | SP  | Балкантон | ВТК 2998        |
| 1972   | „Йосиф Цанков. Стари танга“                             | ЕP  | Балкантон | ВТМ 6436        |
| 1972   | „Йосиф Цанков. Сюита „Стари танцови мелодии“            | ЕP  | Балкантон | ВТМ 6438        |
| 1972   | „Йосиф Цанков. Оперетни мелодии“                        | ЕP  | Балкантон | ВТМ 6439        |
| 1982   | „70 години Йосиф Цанков“                                | LP  | Балкантон | ВТА 10878       |
| 1996   | „Йосиф Цанков 1“                                        | МС  | Балкантон | ВТМС 7764       |
| 1996   | „Йосиф Цанков 2“                                        | МС  | Балкантон | ВТМС 7765       |
| 1996   | „Йосиф Цанков“                                          | CD  | Балкантон | 070180          |
| 2011   | „Златни танга“                                          | CD  | БНР       |                 |